# Stefan Lanka
Stefan Thomas Josef Lanka (n. 27 septembrie 1963, Langenargen, Republica Federală Germania, Germania) este un autor german. El are diferite poziții care sunt respinse de știința mainstream, cum ar fi negarea SIDA , este un ideolog al teoriei conspirației și oponent al vaccinării în general. El a devenit cunoscut unui public mai larg printr-un proces în care a fost în joc negarea existenței virusului rujeolei.
Lanka este de părere că virușii care provoacă boli nu există. De exemplu, Lanka a emis ipoteza că SIDA nu este cauzată de un virus HIV; mai degrabă, SIDA a fost inventat pentru a a se testa medicamente pentru chimioterapie pe bărbați homosexuali. În opinia sa, nici gripa aviară H5N1 nu este cauzată de un virus. El descrie medicina modernă drept cel mai important sprijin al dictaturilor și guvernelor nedemocratice. De asemenea, el neagă că boala Ebola este cauzată de viruși.
Într-un interviu pentru ziarul FAKTuell, care este aproape de așa-numita „Noua Medicină Germană” , Lanka a spus că: „Structurile biologice care ar trebui să facă ceva negativ nu au fost niciodată văzute. Baza vieții biologice este simbioza și nu există loc pentru război și distrugere. Războiul și distrugerea în viața biologică este o atribuție a minților bolnave și criminale.” 
Cu această teorie el contrazice descoperirile incontestabile ale toxicologiei, conform cărora cele mai puternice toxine sunt de natură biologică (de exemplu: veninul de șarpe⁠(d), toxine de plante⁠(d), toxine fungice⁠(d), toxina botulinică). În același timp, declarația sa contrazice faptul că, de exemplu, otrăvurile joacă un rol important în natură, de exemplu în apărarea împotriva prădătorilor sau în vânătoare. Prezentarea unilaterală de către Lanka a evoluției ca un proces de interacțiuni pur cooperative contrazice cunoștințele biologice conform cărora competiția pentru resurse (hrană, spațiu de viață, perechea) și „mănânci sau ești mâncat” sunt factori importanți ai evoluției.
El a emis, de asemenea, teorii ale conspirației despre măsurile din timpul pandemiei de COVID-19, în special despre vaccinurile SARS-CoV-2. 
Lanka își răspândește tezele neștiințifice pe Internet, în prelegeri sau în cărți.